# Morávia do Sul
Morávia do Sul (tcheco: Jihomoravský kraj) é uma região da República Tcheca. Sua capital é a cidade de Brno.

## Distritos
- Blansko
- Brno
- Brno-Venkov
- Břeclav
- Hodonín
- Vyškov
- Znojmo